# Paraembolides
Paraembolides is een geslacht van spinnen uit de  familie van de Hexathelidae.

## Soorten
- Paraembolides boycei (Raven, 1978)
- Paraembolides boydi (Raven, 1978)
- Paraembolides brindabella (Raven, 1978)
- Paraembolides cannoni (Raven, 1978)
- Paraembolides grayi (Raven, 1978)
- Paraembolides montisbossi (Raven, 1978)
- Paraembolides tubrabucca (Raven, 1978)
- Paraembolides variabilis (Raven, 1978)